# Дес Лакс (Северна Дакота)
Дес Лакс (енгл. Des Lacs) град је у америчкој савезној држави Северна Дакота.

## Демографија
По попису из 2010. године број становника је 204, што је 5 (-2,4%) становника мање него 2000. године.
| Група             | 2000.       | 2010.       |
| Белци             | 205 (98,1%) | 196 (96,1%) |
| Афроамериканци    | 0 (0,0%)    | 0 (0,0%)    |
| Азијати           | 0 (0,0%)    | 0 (0,0%)    |
| Хиспаноамериканци | 2 (1,0%)    | 1 (0,5%)    |
| Укупно            | 209         | 204         |